# Avventura di lusso
Avventura di lusso (Ein Zug fährt ab) è un film del 1942 diretto da Johannes Meyer.

## Trama
Hannelore Wolters scende dal treno che l'ha portata a Berlino dove deve incontrare - all'insaputa del marito - Michael, un suo corteggiatore. Ma in stazione, ad attenderla trova proprio il marito vicino a Michael. Per stornare l'attenzione di Wolters, Helene, che Hannelore ha incontrato in viaggio, va incontro all'uomo per abbracciarlo, fingendo di essere lei la donna che Michael attende. Lui la asseconda, ma Helene è pedinata da un detective ingaggiato da suo marito che approfitta di quel fatto per accusarla di adulterio, chiedendo il divorzio. Michael viene a sapere dal marito di Helene la verità sulla separazione e corre dalla donna. Tra le sue braccia, Helene si trova d'accordo ad accettare il divorzio immediatamente.

## Produzione
Il film fu prodotto dalla Bavaria-Filmkunst

## Distribuzione
Distribuito dalla Deutsche Filmvertriebs (DFV), uscì nelle sale cinematografiche tedesche il 18 dicembre 1942.